# Giro del Delfinato 1975
Il Giro del Delfinato 1975, ventisettesima edizione della corsa, si svolse dal 2 al 9 giugno su un percorso di 1367 km ripartiti in 7 tappe (la seconda e la settima suddivise in due semitappe) più un cronoprologo, con partenza ad Annecy e arrivo ad Avignone. Fu vinto dal francese Bernard Thévenet della Peugeot-BP-Michelin davanti all'italiano Francesco Moser e all'olandese Joop Zoetemelk.

## Tappe
| Tappa  | Data     | Percorso                                | km   | Vincitore di tappa  | Leader cl. generale |
| ------ | -------- | --------------------------------------- | ---- | ------------------- | ------------------- |
| Prol.  | 2 giugno | Annecy > Annecy (cron. a squadre)       | 8    | Filotex             |                     |
| 1ª     | 3 giugno | Annecy > Mâcon                          | 213  | Freddy Maertens     | Freddy Maertens     |
| 2ª-1ª  | 4 giugno | Mâcon > Le Creusot                      | 93   | Freddy Maertens     | Freddy Maertens     |
| 2ª-2ª  | 4 giugno | Le Creusot > Montceau-les-Mines         | 113  | Freddy Maertens     | Freddy Maertens     |
| 3ª     | 5 giugno | Montceau-les-Mines > Saint-Étienne      | 207  | Freddy Maertens     | Freddy Maertens     |
| 4ª     | 6 giugno | Saint-Étienne > Valence                 | 149  | Freddy Maertens     | Freddy Maertens     |
| 5ª     | 7 giugno | Romans-sur-Isère > Grenoble             | 216  | Bernard Thévenet    | Bernard Thévenet    |
| 6ª     | 8 giugno | Grenoble > Briançon                     | 185  | Michel Pollentier   | Bernard Thévenet    |
| 7ª-1ª  | 9 giugno | Veynes > Avignone                       | 153  | Sigfrido Fontanelli | Bernard Thévenet    |
| 7ª-2ª  | 9 giugno | Avignone > Avignone (cron. individuale) | 30   | Freddy Maertens     | Bernard Thévenet    |
| Totale | Totale   | Totale                                  | 1367 |                     |                     |

## Dettagli delle tappe

### Prologo
- 2 giugno: Annecy > Annecy (cron. a squadre) – 8 km

| Pos. | Squadra                        | Tempo   |
| ---- | ------------------------------ | ------- |
| 1    | Filotex                        | 53'13"  |
| 2    | Gan-Mercier-Hutchinson         | a 19"   |
| 3    | Carpenter-Confortluxe-Flandria | a 1'10" |

| Pos. | Corridore | Squadra | Tempo |
| ---- | --------- | ------- | ----- |

### 1ª tappa
- 3 giugno: Annecy > Mâcon – 213 km

| Pos. | Corridore       | Squadra   | Tempo |
| ---- | --------------- | --------- | ----- |
| 1    | Freddy Maertens | Carpenter |       |
| 2    | Frans Van Looy  | Molteni   |       |
| 3    | Barry Hoban     | Gan       |       |

| Pos. | Corridore       | Squadra   | Tempo |
| ---- | --------------- | --------- | ----- |
| 1    | Freddy Maertens | Carpenter |       |

### 2ª tappa - 1ª semitappa
- 4 giugno: Mâcon > Le Creusot – 93 km

| Pos. | Corridore         | Squadra   | Tempo |
| ---- | ----------------- | --------- | ----- |
| 1    | Freddy Maertens   | Carpenter |       |
| 2    | Walter Planckaert | Maes Pils |       |
| 3    | Jacques Esclassan | Peugeot   |       |

| Pos. | Corridore       | Squadra   | Tempo |
| ---- | --------------- | --------- | ----- |
| 1    | Freddy Maertens | Carpenter |       |

### 2ª tappa - 2ª semitappa
- 4 giugno: Le Creusot > Montceau-les-Mines – 113 km

| Pos. | Corridore         | Squadra   | Tempo |
| ---- | ----------------- | --------- | ----- |
| 1    | Freddy Maertens   | Carpenter |       |
| 2    | Walter Planckaert | Maes Pils |       |
| 3    | Jacques Esclassan | Peugeot   |       |

| Pos. | Corridore       | Squadra   | Tempo |
| ---- | --------------- | --------- | ----- |
| 1    | Freddy Maertens | Carpenter |       |

### 3ª tappa
- 5 giugno: Montceau-les-Mines > Saint-Étienne – 207 km

| Pos. | Corridore       | Squadra   | Tempo |
| ---- | --------------- | --------- | ----- |
| 1    | Freddy Maertens | Carpenter |       |
| 2    | Francesco Moser | Filotex   |       |
| 3    | Barry Hoban     | Gan       |       |

| Pos. | Corridore       | Squadra   | Tempo |
| ---- | --------------- | --------- | ----- |
| 1    | Freddy Maertens | Carpenter |       |

### 4ª tappa
- 6 giugno: Saint-Étienne > Valence – 149 km

| Pos. | Corridore       | Squadra   | Tempo |
| ---- | --------------- | --------- | ----- |
| 1    | Freddy Maertens | Carpenter |       |
| 2    | Francesco Moser | Filotex   |       |
| 3    | Geert Malfait   | Maes Pils |       |

| Pos. | Corridore       | Squadra   | Tempo |
| ---- | --------------- | --------- | ----- |
| 1    | Freddy Maertens | Carpenter |       |

### 5ª tappa
- 7 giugno: Romans-sur-Isère > Grenoble – 216 km

| Pos. | Corridore        | Squadra | Tempo |
| ---- | ---------------- | ------- | ----- |
| 1    | Bernard Thévenet | Peugeot |       |
| 2    | Lucien Van Impe  | Gitane  |       |
| 3    | Joop Zoetemelk   | Gan     |       |

| Pos. | Corridore        | Squadra | Tempo |
| ---- | ---------------- | ------- | ----- |
| 1    | Bernard Thévenet | Peugeot |       |

### 6ª tappa
- 8 giugno: Grenoble > Briançon – 185 km

| Pos. | Corridore         | Squadra   | Tempo |
| ---- | ----------------- | --------- | ----- |
| 1    | Michel Pollentier | Carpenter |       |
| 2    | Francesco Moser   | Filotex   |       |
| 3    | Lucien Van Impe   | Gitane    |       |

| Pos. | Corridore        | Squadra | Tempo |
| ---- | ---------------- | ------- | ----- |
| 1    | Bernard Thévenet | Peugeot |       |

### 7ª tappa - 1ª semitappa
- 9 giugno: Veynes > Avignone – 153 km

| Pos. | Corridore           | Squadra | Tempo |
| ---- | ------------------- | ------- | ----- |
| 1    | Sigfrido Fontanelli | Filotex |       |
| 2    | Frans Mintjens      | Molteni |       |
| 3    | Mariano Martínez    | Gitane  |       |

| Pos. | Corridore        | Squadra | Tempo |
| ---- | ---------------- | ------- | ----- |
| 1    | Bernard Thévenet | Peugeot |       |

### 7ª tappa - 2ª semitappa
- 9 giugno: Avignone > Avignone (cron. individuale) – 30 km

| Pos. | Corridore         | Squadra   | Tempo |
| ---- | ----------------- | --------- | ----- |
| 1    | Freddy Maertens   | Carpenter |       |
| 2    | Bernard Croyet    | Jobo      |       |
| 3    | Michel Pollentier | Carpenter |       |

| Pos. | Corridore        | Squadra | Tempo     |
| ---- | ---------------- | ------- | --------- |
| 1    | Bernard Thévenet | Peugeot | 35h39'36" |
| 2    | Francesco Moser  | Filotex | a 4'57"   |
| 3    | Joop Zoetemelk   | Gan     | s.t.      |

## Classifiche finali

### Classifica generale
| Pos. | Corridore                | Squadra                | Tempo     |
| ---- | ------------------------ | ---------------------- | --------- |
| 1    | Bernard Thévenet         | Peugeot-BP-Michelin    | 35h39'36" |
| 2    | Francesco Moser          | Filotex                | a 4'57"   |
| 3    | Joop Zoetemelk           | Gan-Mercier-Hutchinson | s.t.      |
| 4    | Raymond Poulidor         | Gan-Mercier-Hutchinson | a 5'07"   |
| 5    | Lucien Van Impe          | Gitane-Campagnolo      | a 5'34"   |
| 6    | Jean-Pierre Danguillaume | Peugeot-BP-Michelin    | a 6'41"   |
| 7    | Raymond Delisle          | Peugeot-BP-Michelin    | a 7'56"   |
| 8    | Georges Talbourdet       | Gan-Mercier-Hutchinson | a 10'15"  |
| 9    | André Romero             | Jobo-Wolber-Sabliere   | a 10'44"  |
| 10   | Eddy Merckx              | Molteni-Campagnolo     | s.t.      |